# Puente de Yichang
El puente de Yichang, de nombre oficial «Puente de autopista Yichang Yangtze» (en chino tradicional, 宜昌長江公路大橋; en chino simplificado, 宜昌长江公路大桥; pinyin, Yíchāng Changjiang Gonglu Dàqiáo) es un puente colgante que cruza el río Yangtze a dos kilómetros aguas abajo de la ciudad de Yichang, China. Está situado en el área de la ciudad-prefectura de Yichang, y por él cruza la autopista Hu-Rong (Shanghai-Chongqing).
La construcción del puente comenzó el 19 de febrero de 1998 y se abrió al tráfico el 19 de septiembre de 2001.
El vano principal tiene una longitud de 960 metros, y en 2014 ocupaba la 25.ª posición entre los puentes colgantes más largos del mundo.
El coste de construcción ascendió a 895 millones de yuan.